# Doboj Východ
Doboj Východ (bosensky Doboj Istok, v cyrilici Добој Исток) je název pro správní jednotku (općinu), která se nachází v Bosně a Hercegovině. Je součástí Tuzlanského kantonu Federace Bosny a Hercegoviny, vznikla po roce 1995 z části původního města Doboj, které bylo po Daytonské dohodě připojeno k entitě Federace Bosny a Hercegoviny. 
Općinu tvoří následující sídla: Lukavica Rijeka, Stanić Rijeka, Klokotnica, Velika Brijesnica a Mala Brijesnica. Všechny se nacházejí víceméně v údolí řeky Spreči, východně od města Doboj.
V roce 2013 na území této općiny žilo 10 866 lidí. Největším sídlem je Klokotnica, většina obyvatel se živí zemědělstvím.